# Дубровка (сельское поселение деревня Шумятино)
Дубровка — деревня в Малоярославецком муниципальном районе Калужской области в составе сельского поселения «Деревня Шумятино». На 2021 год в Дубровке числится 3 улицы: Дубравная, Заречная, Сосновая, высота центра селения над уровнем моря — 156 м. На 2013 год общая площадь населённого пункта составляла 0,343 км².

## Население
| 2002 | 2010 |
| ---- | ---- |
| 38   | ↘15  |

### Гендерный состав
По данным Всероссийской переписи населения 2010 года в гендерной структуре населения мужчины составляли 60 % женщины — соответственно 40 %.